# Dichorda uniformis
Dichorda uniformis är en fjärilsart som beskrevs av W. Warren 1909. Dichorda uniformis ingår i släktet Dichorda och familjen mätare. Inga underarter finns listade i Catalogue of Life.